# Gianni Nicoletti
Gianni Nicoletti (Bari, 3 gennaio 1924 – Venezia, 29 aprile 2007) è stato un francesista e traduttore italiano.

## Biografia
Professore di Lingua e letteratura francese presso l'Università Ca' Foscari Venezia, ha scritto per Convivium, Letteratura e Studi francesi e collaborò, a lungo e fruttuosamente, con l'UTET di Torino. Profondo studioso dell'opera di Arthur Rimbaud e Charles Baudelaire, ha dedicato buona parte delle sue pubblicazioni a questi due autori; ha inoltre curato l'edizione completa delle opere di Sade in italiano. Muore a Venezia il 29 aprile 2007.

## Opere

### Curatele
- Sébastien-Roch Nicolas de Chamfort, Massime e pensieri; Caratteri e aneddoti, Torino, UTET, 1953 (con Umberto Renda)
- Poeti maledetti dell'Ottocento francese, Torino, UTET, 1954
- L'uomo, la vita e Dio: la letteratura della ricerca (1850-1950), Roma, Casini, 1956
- Honoré de Balzac, Gli allegri racconti; Tutto il teatro, Milano, Mursia, 1961
- Michel de Montaigne, Saggi scelti, Torino, UTET, 1962
- Il carnevale romano del 1632 da un manoscritto di J.J. Boucherd, Firenze, Sansoni, 1963
- Molière, Tutto il teatro, Roma, Newton Compton
- Michel de Ghelderode, Escuriale; La scuola dei buffoni, Torino, Einaudi, 1963 (con Flaviarosa Rossini)
- Romanzi libertini del '700 francese, Torino, Edizioni dell'Albero, 1966
- Françoise Grafigny, Lettres d'una peruvienne, Bari, Adriatica, 1967
- Charles Baudelaire, I fiori del male; Poemetti in prosa, Torino, UTET, 1970
- Donatien Alphonse François de Sade, Tutte le opere, Roma, Newton Compton, 1978
- Poesia francese dell'Ottocento, Roma, Newton Compton, 1978
- Lautréamont, Tutte le poesie, Roma, Newton Compton, 1978
- Rimbaud - Una stagione in Inferno; Illuminazioni, Milano, Mondadori, 1979
- Rimbaud -  Tutte le Poesie. "Grandi Tascabili Economici" Newton-Compton.

### Narrativa
- Il freddo, Roma, Gangemi, 1997

### Saggi
- L'inferno di Rimbaud attraverso l'analisi della «Saison en Enfer», Venezia, GEV, 1948
- Poesia in Baudelaire, Venezia, Ca' Diedo, 1961
- Rimbaud, una poesia del «canto chiuso», Torino, Edizioni dell'Albero, 1965
- Saggi e idee di letteratura francese, Bari, Adriatica, 1965
- Introduzione allo studio del romanzo francese nel Settecento, Bari, Adriatica, 1967
- Rimbaud, Bari, Adriatica, 1969
- Molière: il contesto e la forma, Bari, Adriatica, 1973
- La zona lirica: tra Rousseau e Mallarmé, Roma, Bulzoni, 1976
- Momenti critici: soggetto e oggetto della critica, Padova, Liviana, 1984

### Traduzioni
- Michel de Ghelderode, Barabba, Venezia, Alfieri, 1954
- François-René de Chateaubriand, Genio del Cristianesimo, o bellezze della religione Cristiana, Torino, UTET, 1959 (anche curatela)
- Jean Anouilh, Commedie rosa e nere, Milano, Bompiani, 1961
- Rabelais, Opere, Torino, UTET, 1963 (anche curatela)
- Georges Simenon, La neve sporca, Salerno, Ripostes, 1993